# Cura Carpignano
Cura Carpignano är en ort och kommun i provinsen Pavia i regionen Lombardiet i Italien. Kommunen hade 4 939 invånare (2018).